# Тосколано Мадерно
Тосколано Мадерно (итал. Toscolano Maderno) је насеље у Италији у округу Бреша, региону Ломбардија.
Према процени из 2011. у насељу је живело 7025 становника. Насеље се налази на надморској висини од 87 м.

## Становништво
Према резултатима пописа становништва 2011. у општини је живело 7.994 становника.
| 1931. | 1936. | 1951. | 1961. | 1971. | 1981. | 1991. | 2001. | 2011. |
| ----- | ----- | ----- | ----- | ----- | ----- | ----- | ----- | ----- |
| 6.034 | 5.922 | 6.096 | 6.327 | 6.800 | 6.754 | 6.653 | 7.006 | 7.994 |